# Il suono delle parole
Il suono delle parole (Speech Sounds) è un racconto breve di fantascienza post apocalittica della scrittrice statunitense Octavia E. Butler, pubblicato nel 1983.
L'opera è stata pubblicata in Italia, anche con il titolo Fonemi.
L'opera ha vinto il Premio Hugo per il miglior racconto breve.

## Storia editoriale
Il racconto, probabilmente la migliore opera breve della scrittrice, è stato pubblicato per la prima volta nel dicembre 1983 sulla rivista Asimov's Science Fiction.
Nel 1984 l'opera ha vinto il Premio Hugo per il miglior racconto breve, classificandosi al quinto posto al Premio Locus per il miglior racconto breve.
L'opera è stata pubblicata in Italia per la prima volta nel 1991 con il titolo Il suono delle parole, successivamente ripubblicato nel 2021 con il titolo Fonemi nella raccolta La sera, il giorno e la notte (Bloodchild and Other Stories).

## Trama
(Il suono delle parole, Octavia E. Butler)
Il mondo è stato decimato da una misteriosa pandemia: i sopravvissuti  hanno riportato deficit intellettivi e non sanno più parlare oppure capire le parole o leggere. La comunicazione tra le persone è pertanto compromessa e il tentativo di esprimersi con gesti o grugniti genera incomprensioni e conflitti. Le persone inoltre, forse a causa del virus, sono facilmente inclini a violenza scatenata dal risentimento per le proprie menomazioni e nutrono gelosia verso i pochissimi che ancora riescono a parlare e che, perciò, nascondono tale capacità.
Valerie Rye vive a Los Angeles; la malattia, ha ucciso i suoi genitori, il marito la sorella e i figli. Distrutta dal dolore e dalla solitudine, decide di prendere un autobus diretto a Pasadena per raggiungere il fratello, forse ancora vivo, e la sua famiglia. A bordo scoppia una rissa, scatenata da due passeggeri per futili motivi. L'autobus si ferma e Rye è costretta a scendere, mentre la violenza inizia a degenerare. Interviene un uomo in uniforme della polizia di Los Angeles che, armato, sale a bordo, ristabilisce l'ordine e quindi invita Rye a salire sulla sua auto. Inizialmente la donna rifiuta per paura dell'arma e sconcertata dall'uniforme, sapendo bene che la polizia da tempo è stata sciolta. Rye, tuttavia, viene tranquillizzata dai gesti dell'uomo che le fa capire di non avere cattive intenzioni, e accetta il passaggio. Con difficoltà, avendo lei perso la capacità di leggere e scrivere e, quindi, di interpretare la cartina stradale, riesce a far capire all'uomo di voler andare verso Pasadena. La donna, che amava la lettura ed era un'insegnante, quando capisce che Ossidiana sa ancora leggere, prova nei suoi confronti una violenta gelosia che, tuttavia, riesce a reprimere. A sua volta Rye rivela all'uomo di saper parlare. L'uomo, mostrandole un medaglione di ossidiana vorrebbe comunicare a Rye il suo nome; la donna decide di chiamarlo, appunto, "Ossidiana" pur non sapendo se quello fosse il nome che l'uomo voleva farle intendere. Rye, a sua volta, mostra a Ossidiana una spilla raffigurante una spiga a rappresentazione del suo nome: Rye, in inglese, segale. I due scoprono di essere attratti l'uno dall'altra e hanno un rapporto nell'auto. Rye, a gesti, chiede a Ossidiana di tornare a casa con lei: l'uomo accetta e inverte l'auto per tornare a Los Angeles.
Lungo la strada vedono un uomo che, brandendo un coltello, insegue una donna. Ossidiana ferma l'auto e interviene ma non riesce ad evitare l'uccisione della donna e di essere a sua volta aggredito. Ossidiana spara all'uomo che subito dopo riesce a impossessarsi della pistola e ad uccidere Ossidiana. Rye interviene troppo tardi e uccide l'aggressore. Da una casa escono due bambini in lacrime, probabilmente i figli della donna morta. Rye vorrebbe andarsene da sola, ma subentra in lei il senso di responsabilità, simile a quella che aveva dimostrato Ossidiana intervenendo in aiuto della donna aggredita. I due bambini sono capaci di parlare e Valerie, speranzosa per il futuro, li accoglie con sé.

## Edizioni
- (EN) Octavia Butler, Speech Sound, in Isaac Asimov's Science Fiction Magazine, n. 73, Davis Publications, dicembre 1983.
- (SV) Octavia Butler, Talljud, in Nova Science Fiction, n. 4-1985, Göteborg, Laissez faire, 1985.
- (DE) Octavia Butler, Der süße Klang des Wortes, in Isaac Asimov's Science Fiction Magazin 28, Heyne Science Fiction & Fantasy, n. 4366, Monaco di Baviera, Heyne, 1987, ISBN 978-3-453-31368-2.
- (PT) Octavia Butler, O Dom da Palavra, in Isaac Asimov Magazine, traduzione di Ronaldo Sergio de Biasi, n. 16, Rio de Janeiro, Record, 1991.
- Octavia Butler, Il suono delle parole, in I Premi Hugo 1984-1990, traduzione di Cristina Pietri, Grandi Opere Nord, n. 20, Milano, Editrice Nord, 1991.
- Octavia Butler, Fonemi, in La sera, il giorno e la notte, traduzione di Veronica Raimo, Roma, Edizioni SUR, ottobre 2021, ISBN 978-88-6998-272-9.